# 1841 en droit
Cet article présente les faits marquants de l'année 1841 en droit.

## Événements

### Mars
- 22 mars, France : adoption d'une loi sur la durée du travail des enfants, inspirée des travaux de Louis René Villermé : interdiction du travail des enfants de moins de huit ans, limitation de la journée de travail à huit heures pour les enfants de 8 à 12 ans et à douze heures pour ceux de 12 à 16 ans. Le travail de nuit (de 21 h à 5 h du matin) est interdit aux enfants de moins de 13 ans, et pour les plus âgés, deux heures comptent pour trois.

## Naissances
- 20 décembre 1841 : Ferdinand Buisson, cofondateur et président de la Ligue des droits de l'Homme, met en place le régime de la laïcité en France.